# الخصية الزرقاء
الخصية الزرقاء هي إحساس غير مريح في الأعضاء التناسلية نتيجة التعرض للإثارة الجنسية لفترة طويلة دون الوصول إلىالنشوة الجنسية. نادراً ما يكون الألم شديداً، ويؤثر على كلا الخصيتين. عند النساء، قد يؤثر على منطقة البظر أو الفرج. لكن لا يوجد أي دليل على تحول أي من الأعضاء إلى اللون الأزرق.
طُرحت فرضية مفادها أن الآلية الكامنة وراء ذلك تشمل ارتفاع ضغط الدم البربخي، وهو احتباس مؤقت للسوائل ‏؛ غير أن الأدلة التي تؤيد هذه الفرضية غير كافية. وهي لا يُعترف بها كحالة طبية، والنقاش حولها قليل جدًا في الكتابات الأكاديمية.
إنها ليست حالة مرضية خطيرة وتزول دون علاج محدد. غالبًا ما تزول في غضون ساعات أو قبل ذلك إذا حدثت النشوة الجنسية. يمكن أن تحدث النشوة الجنسية عبر الاستمناء، ولا يعد حدوثها مبررًا لممارسة الجنس مع الشريك. قد يساعد أيضًا تشتيت الانتباه، أو الاستحمام بالماء البارد، أو ممارسة النشاط البدني في إزالة ذلك الاحساس.
وقد تم الإبلاغ عن حالات مصابة بالخصية الزرقاء بنسبة 56% من الذكور، و 42% من الإناث. والأكثر شيوعاً هو إصابة الذكور الأصغر سناً. يُعتقد أن مصطلح "الخصية الزرقاء" نشأ في الولايات المتحدة، حوالي عام 1920. ويُعرف لدى الإناث، على الرغم من قلة شيوعه، بمصطلح "الفرج الأزرق" أو "الحبة الزرقاء".